# Кёртисс, Джеймс
Джеймс Кёртисс (англ. James Curtiss; 24 марта 1806 года — 2 ноября 1859 года) — американский политик, дважды мэр Чикаго (в 1847—1848 и 1850—1851 годах) от Демократической партии.

## Биография

### Ранняя жизнь
Джеймс Кёртисс родился в Уэтерсфилде, штат Коннектикут. В раннем возрасте бы учеником печатника. Потом работал в портлендской газете Argus, затем опять занимался печатанием. В конце концов стал редактором и издателем иастпортской газеты Northern Light, в которой придерживался «джексоновской демократии». 18 мая 1830 года женился на Мэри Кимболл.

### Годы в Чикаго
Кёртисс переехжает в Чикаго из Иастпорта в 1835 году и стал редактором Chicago Democrat. Открыл небольшую юридическую практику в 1836 году совместно с Уильямом Стаутом, однако уже в 1837 году фирма Stuart and Curtiss была распущена.
Почти сразу по прибытии в Чикаго Кёртисс начал карьеру на государственной службе. Был назначен в первый городской Совет по здравоохранению и бы назначен городским клерком в сентябре 1836 года. В 1838 году был избран старейшиной 2-го созыва, а в 1846 году — 3-го созыва, при этом в 1842 году став опять городским клерком. Участвовал в выборах мэра в 1839 году, но проиграл Бенджамину Реймонду.
В 1843 году стал секретарём-корреспондентом чикагского отделения Вашингтонского общества трезвости. В 1845 году Генеральная ассамблея штата Иллинойс создала суд в округе Кук; Джеймс Кёртисс был назначен первым секретарём суда.
На выборах мэра 1847 года провёл успешную предвыборную кампанию против Фила Карпентера из Партии свободы и Джона Кинзи из Партии вигов и стал мэром Чикаго. На следующий год проиграл независимому демократу Джеймсу Вудворту, однако в 1850 году на год снова стал главой города, победив Леви Буна и Льюиса Керчиваля, демократов-самовыдвиженцев. Впоследствии также участвовал в выборах мэра 1851 и 1852 года, но оба раза проиграл Уолтеру Гарни. Уйдя из политики, Кёртисс переехал в Западную Урбану (ныне Шампейн) в 1855 году и стал заниматься сельским хозяйством.
Умер 2 ноября 1859 года в Джолиете после продолжительной болезни. Был похоронен на городском кладбище, но позже, во время переноса кладбища из-за строительства «Линкольн-парка», его могила была утеряна.